# Senarmontita
La senarmontita es la forma mineral del trióxido de antimonio (Sb2O3). Fue llamada así por James Dwight Dana en 1851, en honor a Henri Hureau de Sénarmont, profesor de mineralogía francés que describió este mineral por primera vez.

## Propiedades
La senarmontita es transparente o translúcida, con una coloración que va de incoloro a gris, y brillo adamantino. Con luz transmitida es también incolora. Es un mineral blando cuya dureza, entre 2 y 2,5 en la escala de Mohs, es comparable a la del yeso. No obstante, es relativamente pesado con una densidad que alcanza los 5,5 g/cm³.
Se disuelve con facilidad en ácido clorhídrico.
La senarmontita cristaliza en el sistema cúbico, en la clase hexaoctaédrica (4/m 3 2/m), siendo dimorfo con la valentinita, de igual fórmula química pero que cristaliza en el sistema ortorrómbico.
Aunque es un mineral isótropo, en ciertas zonas o sectores puede presentar un anómalo anisotropismo.
Por otra parte, es isoestructural con la arsenolita (As2O3), mineral en donde el arsénico ocupa el lugar del antimonio.

## Morfología y formación

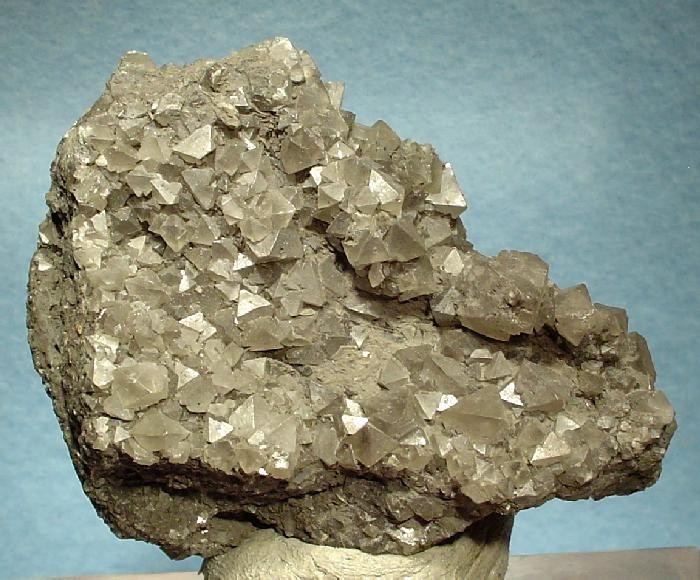
Senarmontita procedente de la mina Djebel Hammimat, Aïn Beïda (Constantina, Argelia)

La senarmontita puede presentarse en forma de cristales bien modelados que presentan un buen aspecto externo.
Habitualmente son octaedros, de hasta 3 cm, que pueden estar modificados por hexaedros o dodecaedros.
Se puede encontrar este mineral en incrustaciones, constituyendo agregados en forma de costra en la matriz. Puede también presentar hábito masivo o granulado.
La senarmontita se forma por oxidación de antimonio, estibina y otros minerales de antimonio en
depósitos hidrotermales que contienen este elemento.
Suele aparecer asociada a valentinita, quermesita, estibiconita, cetineíta, mopungita y azufre.

## Yacimientos
La localidad tipo está en la mina Djebel Hammimat, provincia de Constantina (Argelia); descubierta en 1845, fue la primera de mina de antimonio explotada en Argelia.
Existen también depósitos de senarmontita en Willows mine, mina de plata en el distrito de Pretoria (República Sudafricana).
La mina Xikuangshan, el mayor depósito de antimonio del mundo (Lengshuijiang, China), contiene también este mineral.
Hay varios yacimientos de senarmontita  en Toscana (Italia), entre los que cabe destacar el de San Martino sul Fiora y el de Pereta, ambos en la provincia de Grosseto. Asimismo, Eslovaquia cuenta con depósitos en Brusno y Jasenie (región de Banská Bystrica), Partizánska Ľupča (región de Žilina) y Pernek (región de Bratislava); esta última localización corresponde a un depósito de antimonio hidrotermal que contiene también otros minerales como cervantita, estibinita, kermesita, brandholzita y schafarzikita.
En España se ha encontrado senarmontita en la mina de oro de Carlés, situada en Salas (Asturias).